# Valeriu Mițul
Valeriu Mițul (n. 9 martie 1961, Corjova, raionul Dubăsari, RSS Moldovenească, URSS – d. 2 octombrie 2021) a fost un activist politic în regiunea transnistreană a Republicii Moldova și oponent al regimului separatist care se menține până în prezent în Transnistria din 1992.

## Biografie
Nascut la data de 9 martie 1961 în satul Corjova, raionul Dubăsari, într-o 
familie completă, cu doi copii. Cu sora sa mai mică, a rămas fără părinți la vâstra de 12 ani.

### Studii
- 1968-1976 - face studiile la Școala Generală din Corjova.
- 1976-1979 - Școala Profesională din Orașul Dubăsari.
- A urmat antrenamente la baza sportivă de caiac-canoe din orașul Dubăsari. În urma acesteia în anul 1978 a câștigat titlu de campion al fostei RSSM pe caiac-canoe.
- 1979-1981 - face parte din unitatea armată sportivă a armatei Rosnov-pe-Don.

### Realizări
- 1988-2003 - deține funcția de șef de depozit/șef de abator al Interprinderii de Achiziții și Colectări din orașul Criuleni.
- 1999 - fondează Asociația Veteranilor de Război “Corjova-1992”.
- 2003-2011 - a deținut două mandate de primar al comunei Corjova.

## Activitate politică
În anul 1992 a participat în conflictul armat de pe Nistru, de partea forțelor guvernamentale din Moldova. Ulterior, în anul 1999 a fondat Asociația Veteranilor de Război „Corjova 1992”, care activează până în prezent. A deținut funcția de primar al satului Corjova, considerat de autoritațile separatiste ca suburbie din Dubăsari, pe perioada anilor 2003-2011. Timp în care a fost de nenumărate ori agresat de către regimul separatist. A suferit intimidări, încalcarea drepturilor fundamentale ale omului, arestări fără un motiv fondat.
În prezent, Valeriu Mițul este membru al Consiliului Primărie din satul Corjova, raionul Dubăsari.La inițiativa lui sunt implementate un șir de proiecte printre care și cele ale PNUD Moldova privind ecologizarea teritoriilor aferente comunei.
Acesta,de asemenea,este candidat la funcția de primar a comunei Corjova la Alegerile Locale din 2015, campanie electorală în care promite o politică restaurativă a relațiilor dintre localitățile din stânga Nistrului și Guvernul Central de la Chișinău.

## Contribuții
Orice activitate întreprinsă de către primăria Corjova sub conducerea lui Valeriu Mițul era stopată de către milițienii transnistreni, după care potrivit scenariului, urmau arestări.
În timpul mandatelor sale de primar al comunei Corjova, Valeriu Mițul a implimentat mai multe proiecte, cum ar fi amenajarea unui teren de joaca pentru copii, evacuarea și salubrizarea gunoiului, amenajarea satului cu scaune și opriri, construcția unui muzeu în aer liber, s.a. O parte dintre acestea fiind imposibil de finisat din cauza impedimentelor create de către forțele secesioniste de la Tiraspol.
Pe data de 2 martie 2011, în timpul manifestației de comemorare a combatanților căzuți în conflictul de pe Nistru, Valeriu Mițul, împreuna cu un consilier au fost reținuți de miliția transnistreană. Într-o oră, judecata din orașul Dubăsari a proclamat o sentință de arest pe o perioadă de 7 zile, pentru huliganism și arborarea drapelului Republicii Moldova în regiunea de securitate. Însă, peste 3 zile aceștia au fost grațiați de către președintele al așa numitei „RMN”, Igor Smiornov.
Peste o luna după acest incident, Valeriu Mițul a suferit un atac de cord, după care a fost operat, fiind identificat cu o complicație a ventriculului stâng al inimii.
În anul 2009 a participat la programul OpenWorld  care presupune schimb de experiență cu cetățenii americani și organele administrative. Este cetățean de onoare al orașului Harrisburg, Pennsylvania, SUA.
După Alegerile Locale din 2011 la care Valeriu Mițul a pierdut postul de primar al comunei Corjova, intervenția autorităților separatiste a încetat,pe când violarea drepturilor locuitorilor a continuat.
În cadrul unui proiect implementat de către Asociația Obștească „Promo-Lex”, în care a participat și Valeriu Mițul ca activist din regiunea transnistreană,în zonă au fost depistate un șir de încălcări ale drepturilor fundamentale ale omului care nu au fost raportate și mediatizate de către Primăria din localitate.

## Titluri
- 13.11.2008 - cavaler al ordinului “Credința Patriei”, clasa a III-a.
- 15.12.2008 - cavaler al  ordinului “Paisie Velicicovschii”, de gradul II.
- 06.03.2012 - cavaler al ordinului “Credința Patriei”, clasa I.
- 29.04.2011 - titlul de  primar emerit  acordat de către Congresul Autorităților Locale din  Moldova.
- 02.06.2012 - titlul de membru de onoare a Congresului Autorităților Locale din Moldova.
- 2001-până în prezent, Valeriu Mițul este consilier al Uniunii Naționale a Veteranilor de Război din 1992.